# Космынка (приток Увери)
Космынка — река в России, протекает в Мошенском районе Новгородской области. Устье реки находится в 78 км по левому берегу реки Уверь. Длина реки составляет 14 км.
Около устья на реке стоят 3 деревни Калининского сельского поселения: Скуратово, Калинино и Остратово.

## Данные водного реестра
По данным государственного водного реестра России относится к Балтийскому бассейновому округу, водохозяйственный участок реки — Мста без р. Шлина от истока до Вышневолоцкого г/у, речной подбассейн реки — Волхов. Относится к речному бассейну реки Нева (включая бассейны рек Онежского и Ладожского озера).
По данным геоинформационной системы водохозяйственного районирования территории РФ, подготовленной Федеральным агентством водных ресурсов:
- Код водного объекта в государственном водном реестре — 01040200212102000020537
- Код по гидрологической изученности (ГИ) — 102002053
- Код бассейна — 01.04.02.002
- Номер тома по ГИ — 2
- Выпуск по ГИ — 0